# Оксадіазоли
О́ксадіазо́ли (англ. oxadiazoles) — п'ятичленні гетероциклічні сполуки, що містять один атом O та два атоми N в 1,2,3-, 1,2,4-, 1,2,5-, або в 1,3,4-положеннях. Слабкі основи (наприклад, для 2,5-дифеніл-1,3,4-оксадіазолу у воді рКа = –1,96).

1,2,3-Оксадіазол
1,2,4-Оксадіазол
1,2,5-Оксадіазол (фуразан)
1,3,4-Оксадіазол